# Paulina de Wurtemberg (1854-1914)
La duquesa Paulina de Wurtemberg (después Paulina Willim o Paulina, baronesa de Kirbach) (Lippstadt, 11 de abril de 1854 - Breslavia, 23 de abril de 1914) fue una princesa alemana del siglo XIX conocida por sus ideas políticas socialistas.

## Biografía
Fue la tercera de los vástagos del matrimonio formado por el duque Eugenio de Wurtemberg y la princesa Matilde de Schaumburg-Lippe (1818-1891). Sus hermanos mayores fueron:
- Guillermina (1844–1892), casada con su tío el duque Nicolás de Wurtemberg (1833-1903).
- Eugenio (1846–1877), casado con la gran duquesa Vera Constantínovna de Rusia (1854-1912).

Fue bautizada en su lugar de nacimiento, Lippstadt, tres días después de este. Fueron sus padrinos la reina consorte de Wurtemberg, Paulina; su medio tía paterna, la duquesa Alejandrina de Wurtemberg; su abuela Ida, princesa consorte de Schaumburg-Lippe, y si tío materno el príncipe Guillermo de Schaumburg-Lippe.
Durante una convalecencia de su madre se enamoró del médico que la asistía, el doctor Melchor Willim. Decidió contraer matrimonio con él. Carlos I de Wurtemberg concedió a Paulina el permiso para contraer matrimonio con este, a condición de que renunciara a su título de duquesa de Wurtemberg y a su rango. El día de su matrimonio Paulina fue titulada baronesa de Kirbach por Carlos I.
El nuevo matrimonio se estableció en la ciudad de Breslavia (entonces parte del reino de Prusia), donde Melchor tenía consulta médica abierta al público. El matrimonio tendría tres hijos: Rafael Melchor, Marcela María, Cunegunda y Micaela. 
Desde 1886 y hasta su muerte se convirtió en militante socialista, llegando a ir vestida con camisas rojas como símbolo de su apoyo a esta corriente política.
Algunos autores como la marquesa de Fontenoy consideran que durante la estancia de la hermana de Guillermo II de Alemania, Carlota y su marido el futuro Bernardo III de Sajonia-Meiningen en la ciudad, debían evitar a Paulina por ser considerada una mujer extravagante y extraña a los círculos de la realeza desde su matrimonio. Por el contrario se ha demostrado que Paulina continuó manteniendo una estrecha relación con los miembros de su familia, que la visitaban en Breslau en su casa de la Palmstrasse, 29. Su marido el Dr. Willim se dirigía a estos utilizando el Du, propio de la familiaridad en  alemán.  
Murió en abril de 1914, no acudiendo a su funeral ningún miembro de la realeza europea, pero su primo Guillermo II de Wurtemberg mandó un telegrama oficial que fue colocado sobre el féretro. Durante el camino hasta el cementerio estuvo acompañado por una larga procesión de mujeres del partido y trabajadores comunes de la ciudad.

### Individuales
1. ↑  «Nekrolog. In Breslau...». Wiener Salonblatt (en alemán) (18). 1 de mayo de 1914. p. 15.
2. ↑  Reino de Wurtemberg. «Hof- und Staats-Handbuch des Königreichs Württemberg: 1869». Hof- und Staats-Handbuch des Königreichs Württemberg (en alemán): 6.
3. ↑  «Kleine Chronik». Neue Freie Presse (5.625). 26 de abril de 1880. p. 9.
4. ↑  «Verzicht auf den Namen, Stand, Rang und Titel aus Anlass der Verehelichung mit Dr. Willim in Breslau» [Renuncia a nombre, condición, rango y título con motivo de su matrimonio con el Dr. Willim en Breslau.]. Landesarchiv Baden-Württemberg (Hauptstaatsarchiv Stuttgart) (en alemán).
5. ↑  Historisch-politisches Jahrbuch, von A. Phillips (en alemán). 1881. pp. 187-188. Consultado el 12 de diciembre de 2022.
6. ↑  «1914 | Die »Rote Prinzessin«». Sozialdemokratie (en alemán). Consultado el 12 de diciembre de 2022.
7. ↑  Fontenoy, Marquise de. The Secret Memoirs of the Courts of Europe (en inglés). p. 24. Consultado el 12 de diciembre de 2022.